# أبو الحسن الشعراني
أبو الحسن بن محمد بن غلام الشعراني الطهراني (1320 هـ - 1393 هـ). رجل دين ومؤلّف ومترجم شيعي إيراني.

## ولادته ونشاته
ولد في مدينة طهران عام 1320 هـ في عائلة معروفة بالعلم والفضل والتقوى، كان والده مـحـمد من أهل العلم والفضل، والشعراني، هو من احفاد الاخوند الملا فتح اللّه الكاشاني صاحب تـفـسـيـر مـنهج الصادقين.

## دراسته
ـ بدأ منذ صغره بتعلم اللغة العربية والقرآن الكريم وعلم التجويد عند والده.
ـ ذهـب إلى المدرسة الفخرية بطهران المعروفة باسم (مدرسة خان مروي), ودرس فيها.
ـ ذهب إلى قم المقدّسة لغرض سماع دروس بعض علمائها، وبقي فيها مدة قصيرة.
ـ فـى عـام 1346 هـ هـاجـر إلى النجف الاشرف، واخذ يحضر دروس آية اللّه أبو تراب الخونساري.
ـ عاد إلى طهران وظل مشغولا بالتدريس والتحقيق والتأليف إلى آخر عمره الشريف.

## آثاره
- المدخل إلى عذب المنهل. في أصول الفقه جعله مدخلاً إلى شرحه على كفاية الأصول.
- منهل الرواية على أولي الدراية من مشرع الكفاية. شرح على كتاب كفاية الأصول لمحمّد كاظم الخراساني.
- ترجمة وشرح تبصرة المتعلّمين. شرح على كتاب تبصرة المتعلّمين في أحكام الدين لابن المطهّر الحلّي مع ترجمته إلى الفارسيّة.[1]
- شرح كشف المراد. شرح بالفارسيّة على كتاب كشف المراد في شرح تجريد الاعتقاد لابن المطهّر الحلّي.[2]
- راه سعادت. بالفارسيّة في إثبات «النبوّة الخاصّة».[3]
- دمع السجوم في ترجمة نفس المهموم. ترجمة كتاب نفس المهموم لعباس القمي من العربيّة إلى الفارسيّة.
- فلسفهٔ اولی یا مابعد الطبیعه. بالفارسيّة.[4]
- امام علی صدای عدالت انسانی. ترجمة لكتاب الإمام علي صوت العدالة الإنسانيّة لجورج جرداق من العربيّة إلى الفارسيّة مع تعليقات انتقاديّة عليه

## وفاته
على اثر تدهور وضعه الصحي ارسل إلى إحدى مستشفيات ألمانيا، لغرض المعالجة، لكن جهود الاطباء لم تثمر بتحسين صحته، فلبى نداء ربه بتاريخ 7 / شوال / 1393 هـ.
و بـعـد ذلـك تم نقل جثمانه الطاهر من ألمانيا إلى العاصمة طهران وشيع تشييعا مهيبا، ودفن إلى جوار مرقد عبد العظيم الحسني (ع) في جنوب طهران.